# Lý Thái Tổ (HQ-012)
Lý Thái Tổ (HQ-012), tên được đặt theo vua Lý Thái Tổ – vị vua đầu tiên của nhà Lý – là một tàu frigate của Hải quân Nhân dân Việt Nam, được phía Việt Nam đánh giá là một trong những tàu hộ vệ hiện đại nhất khu vực.
Tàu được Bộ Quốc phòng Việt Nam đặt hàng với Nga vào ngày 12 tháng 5 năm 2006 với giá khoảng 175 triệu USD. Hợp đồng này bao gồm 2 chiếc thuộc lớp tàu hộ vệ Gepard 3.9 sẽ được đóng cho Việt Nam tại nhà máy đóng tàu Zelenodolsk, tổng giá trị lên đến 350 triệu USD. Tàu được đặt lườn ngày 10 tháng 07 năm 2007, hạ thủy ngày 16 tháng 03 năm 2011 và nhập biên chế ngày 23 tháng 03 năm 2011 vào biên chế Lữ đoàn 162, Vùng 4 Hải quân Nhân dân Việt Nam.,  